# SolidWorks
SolidWorks (estilitzat com SOLIDWORKS) és una aplicació de modelatge sòlid de disseny assistit per ordinador (CAD) i enginyeria assistida per ordinador (CAE) publicada per Dassault Systèmes.
Segons l'editor, més de dos milions d'enginyers i dissenyadors de més de 165.000 empreses estaven utilitzant SolidWorks a partir del 2013. Segons la companyia, els ingressos de l'any fiscal 2011–12 de SolidWorks van ascendir a 483 milions de dòlars.
SolidWorks Corporation va ser fundada el desembre de 1993 pel graduat de l'Institut Tecnològic de Massachusetts Jon Hirschtick. Hirschtick va utilitzar 1 milió de dòlars que havia guanyat mentre era membre de l'equip de Blackjack del MIT per crear l'empresa. Amb seu inicialment a Waltham, Massachusetts, Estats Units, Hirschtick va reclutar un equip d'enginyers amb l'objectiu de crear programari CAD 3D que fos fàcil d'utilitzar, assequible i disponible a l'escriptori de Windows. Operant més tard des de Concord, Massachusetts, SolidWorks va llançar el seu primer producte SolidWorks 95, el novembre de 1995. El 1997, Dassault, més conegut pel seu programari CAD CATIA, va adquirir SolidWorks per 310 milions de dòlars en estoc. Jon Hirschtick va romandre a bord durant els següents 14 anys en diversos papers. Sota el seu lideratge, SolidWorks va créixer fins a una empresa d'ingressos de 100 milions de dòlars.

## Tecnologia
SolidWorks és un modelador sòlid i utilitza un enfocament paramètric basat en funcions que va ser desenvolupat inicialment per PTC (Creo/Pro-Engineer) per crear models i conjunts. El programari utilitza el nucli de modelatge Parasolid.
Els fitxers de SolidWorks (anteriors a la versió 2015) utilitzen el format de fitxer d'emmagatzematge estructurat de Microsoft. Això vol dir que hi ha diversos fitxers incrustats dins de cada fitxer SLDDRW (fitxers de dibuix), SLDPRT (fitxers de peces), SLDASM (fitxers de muntatge), inclosos mapes de bits de vista prèvia i subfitxers de metadades. Es poden utilitzar diverses eines de tercers (vegeu Emmagatzematge estructurat COM) per extreure aquests subfitxers, encara que en molts casos els subfitxers utilitzen formats de fitxer binaris propietaris.